# Electronic Sports World Cup 2003
Electronic Sports World Cup 2003 odbył się w Poitiers we Francji w dniach 8 - 13 lipca 2003. Turniej został rozegrany w wesołym miasteczku o nazwie Futuroscope. W eliminacjach do turnieju wzięło udział około 150 000 zawodników. W finałach zagrało 358 graczy z 37 krajów. Łączna pula nagród wynosiła 156 000 dolarów.

## Gry
- Counter-Strike
- Warcraft III: Reign of Chaos
- Unreal Tournament 2003
- Quake III: Arena

## Medaliści
| Konkurencja           |                                   |                                      |                                      |
| Dyscypliny oficjalne: |                                   |                                      |                                      |
| Counter-Strike        | team.9                            | Team zEx                             | SK Gaming                            |
| Warcraft III          | Alborz Haidarian Pseudonim: HeMaN | Fredrik Johansson Pseudonim: MaDFroG | Antoine Zadri Pseudonim: FaTC        |
| Unreal Tournament     | Christian Höck Pseudonim: GitzZz  | Björn Sunesson Pseudonim: zulg       | Aaron Everitt Pseudonim: Lotus       |
| Dyscypliny pokazowe:  |                                   |                                      |                                      |
| Counter-Strike        | SK Gaming                         | Femina Beliica                       | Denmark Girls                        |
| Quake III             | Anton Singow Pseudonim: Cooller   | John Hill Pseudonim: ZeRo4           | Aleksiej Niestierow Pseudonim: LeXeR |

## Klasyfikacja medalowa
| Lp. | Państwo           | złoto | srebro | brąz | razem |
| --- | ----------------- | ----- | ------ | ---- | ----- |
| 1.  | Szwecja           | 3     | 3      | 1    | 7     |
| 2.  | Rosja             | 1     | 0      | 1    | 2     |
| 3.  | Niemcy            | 1     | 0      | 0    | 1     |
| 4.  | Stany Zjednoczone | 0     | 2      | 1    | 3     |
| 5.  | Dania             | 0     | 0      | 1    | 1     |
| 5.  | Francja           | 0     | 0      | 1    | 1     |